# Janez Bole
Janez Bole (Brezje, 7 marzo 1919 – Lubiana, 21 febbraio 2007) è stato un direttore di coro sloveno.

## Biografia
Dal 1946 visse a Lubiana. Completò i suoi studi di slavistica presso la facoltà di lettere dell'Università di Lubiana e gli studi di storia della musica presso l'Accademia di Musica di Lubiana (Akademija za glasbo v Ljubljani).
Nei suoi oltre cinquantacinque anni di attività artistica, fondò o ricostituì e diresse ventuno cori, tra cui l'Ottetto sloveno (dalla sua fondazione fino al 1957), il Coro accademico Tone Tomšič, il Coro dell'Orchestra Filarmonica Slovena e i Slovenski madrigalisti. Con quest'ultimo, ha registrato il primo disco di mottetti e madrigali di Jacobus Gallus (1968) e diversi altri dischi in vinile, cassette audio e compact disc e videocassette delle composizioni di Gallus.
Registrò per radio slovene e straniere e per RTV Slovenija. Come direttore d'orchestra e direttore artistico si recò in tournée con vari gruppi vocali in quasi tutti i paesi europei e in Cina. Negli ultimi quindici anni di attività diresse i Slovenski madrigalisti o Gallus Singers e si esibì in numerosi festival di musica da camera in Ungheria, Germania, Austria, Francia e Italia.
Insegnò direzione di coro, canto corale, tecnica vocale e metodi di insegnamento della musica presso la Scuola secondaria di musica e balletto di Lubiana per venticinque anni; insegnò anche direzione di coro, composizione e canto corale all'Accademia di Musica di Lubiana per vent'anni. Tenne conferenze in numerosi seminari per direttori di coro, fu membro di giurie e mentore di quasi cento cori in tutta la Slovenia.
Per il suo lavoro artistico e pedagogico, ricevette il Premio Župančič alla carriera nel 2000 e la medaglia d'argento dell'Ordine della libertà della Repubblica di Slovenia nel 2002.
Dal pensionamento nel 1987 al 2007 visse a Lubiana.